# Clements Markham
Clements Robert Markham (Stillingfleet, 20 luglio 1830 – Londra, 30 gennaio 1916) è stato un esploratore, geografo e scrittore britannico.

## Biografia
Nel 1844 entra nella Royal Navy dove partecipa alle ricerche della spedizione perduta di Franklin in Artide. Promosso tenente, si ritira dalla vita militare nel 1851.
Esplora la cordigliera delle Ande ed importa la cinchona (da cui si estrae il chinino) in India e nelle altre colonie britanniche. Impiantando piantagioni di cinchona in Sri Lanka e lavorandovi dal 1865 al 1866 contribuisce a combattere la malaria nell'Impero britannico.
Come membro della Royal Geographical Society prende parte ad una spedizione nell'corno d'Africa.
Nel 1874 si unisce a George Nares per una delle sue spedizioni in Artide e lo accompagna sino alla Groenlandia e diventa presidente della Royal Geographical Society nel 1893.
Nel pieno dell'epoca eroica dell'esplorazione antartica (1895-1922) organizza diverse raccolte di fondi, prima per Robert Falcon Scott e poi in favore di Ernest Shackleton.
A lui è dedicato monte Markham in Antartide.

## Principali pubblicazioni
- Franklin's Footsteps (1852) London, Chapman and Hall
- Cuzco...and Lima (1856) London, Chapman and Hall
- Travels in Peru and India (1862) London, John Murray
- Contribution Toward a Grammar and Dictionary of Quichua (1864) London, Trubner & Co,
- A History of the Abyssinian Expedition (1869) London, Macmillan
- A Life of the Great Lord Fairfax (1870) London, Macmillan
- Ollanta: an ancient Ynca drama (1871) London, Trubner & Co
- The Countess of Chinchon and the cinchona genus (1874) London, Trubner & Co
- General Sketch of the History of Persia (1874) London, Longman Green
- The Threshold of the Unknown Regions(1875) London, Samson Low
- Narrative of the mission of George Bogle to Tibet (1877) London, Trubner & Co
- A Memoir of the Indian Surveys (1878) London, W.H. Allen
- Peruvian Bark (1880) London, John Murray
- The Voyages of William Baffin, 1612-1622 (1881) London, Hakluyt Society
- The War between Peru and Chile (1881) London, Samson Low
- A narrative of the life of Admiral John Markham (1883) London, Low Marston Searle & Rivington
- The Sea Fathers (1885) London, Cassell
- Life of Robert Fairfax of Steeton, Vice-admiral (1885) London, MacMillan & Co,
- The Fighting Veres (1888) London, Samson Low
- The Life of John Davis the Navigator (1889) London, George Philip and Son
- The Life of Christopher Columbus (1892) London, George Philip and Son
- The History of Peru (1892) Chicago, Charles H Sergel
- Major James Rennel and the Rise of Modern English Geography (1895) London, Cassell & Co
- The paladins of Edwin the Great (1896) London, Adam & Charles Black
- Richard III: his life and character (1906) London, Smith, Elder & Co
- The Story of Minorca and Majorca (1909) London, Smith, Elder & Co
- The Incas of Peru (1912) London, John Murray
- The Lands of Silence (terminato da F.H.H. Guillemard) (1921) Cambridge, Cambridge University Press